# Johannesstift (Berlin)
Der Name der Berliner Ortslage Johannesstift geht auf das dort befindliche Evangelische Johannesstift zurück, das der damaligen Stadt Spandau im Jahr 1906 eine Fläche von 77 Hektar für den Preis von zwei Millionen Reichsmark im Spandauer Stadtforst abgekauft hat.
Das Johannesstift liegt im Norden des Ortsteils Hakenfelde (Bezirk Spandau). In dieser Einrichtung werden Kinder und Jugendliche betreut. Hier gibt es Schulen, auf denen es möglich ist, Behindertenintegration zu betreiben.
Der sich der Ortslage anschließende Bahnhof Berlin-Spandau Johannesstift, an dem sich ein Bahnbetriebswerk der Havelländischen Eisenbahn befindet, ist im Besitz des Unternehmens.